# Вільям Редінгтон Г'юлет
Вільям Редінгтон Г'юлет (англ. William Reddington Hewlett, нар. 20 травня 1913 — пом. 12 січня 2001) — американський інженер, співзасновник компанії «Hewlett-Packard» (разом із Дейвом Пакардом).

## Життєпис
Народився в Енн-Арбор, штат Мічиган. Коли Вільяму було два роки, сім'я перебралася до Оук Брук, Іллінойс, а ще через рік — до Сан-Франциско. Закінчивши школу, вступив до Стенфордського університету в пам'ять про свого батька, Альбіона Волтера Г'юлета, професора стенфордської медичної школи, який помер від пухлини мозку в 1925 році.
Отримав диплом бакалавра в 1934 році в Стенфорді та диплом магістра як інженер-електрик у Масачусетському технологічному інституті в 1936 році. Під час навчання був членом студентського об'єднання «ΚΣ».
У Стенфорді відвідував курси, які викладав Фредерік Терман, де познайомився з Дейвом Пакардом.